# 根本龍太郎
根本 龍太郎（ねもと りゅうたろう、1907年5月25日 - 1990年3月19日）は、昭和期の日本の政治家。自由民主党衆議院議員。秋田県大曲市（現在の大仙市）出身。勲一等旭日大綬章。

## 来歴・人物
秋田県立秋田農業学校（現秋田県立大曲農業高等学校）を経て、1932年京都帝国大学農学部農林経済学科卒業。満州国に渡り、役人を経て、建国大学の助教授を務めた。終戦で日本に引き上げ、1947年の第23回衆議院議員総選挙に旧秋田2区から秋田県民主党より立候補し当選する（当選同期に鈴木善幸・中曽根康弘・中山マサ・松野頼三・倉石忠雄・石田博英・園田直・櫻内義雄・中村寅太など）。
その後民主党に所属するが、炭鉱国管問題に反対し田中角栄、幣原喜重郎、原健三郎、佐々木秀世らと民主党を脱党し、吉田茂の自由党に入党する。吉田学校の編入生ともいえる立場となり、第3次吉田内閣組閣に当たっては、田中や吉田の女婿の麻生太賀吉とともに池田勇人大蔵大臣の実現に動いた。1951年、第3次吉田第2次改造内閣で農林大臣として入閣する。
吉田学校の一員であった根本であるが、自由党では党内実力者の広川弘禅派に所属していたことから、1953年に広川が吉田と袂を分かち、農相を罷免されると広川についていく形で自由党を離党し、鳩山一郎の日本民主党に参加する。1954年、第1次鳩山内閣が成立すると内閣官房長官に就任し、以後、第2次、第3次鳩山内閣まで務め、保守合同、日ソ国交回復などで内閣を支えた。
自由民主党成立後は、河野派―園田派を経て無派閥。1957年の第1次岸改造内閣、1970年の第3次佐藤内閣でそれぞれ建設大臣を務めた。また、田中金脈問題による田中首相の後継選出に当たっては、無派閥の立場から自民党副総裁の椎名悦三郎を長とする党基本問題調査会（椎名調査会）副会長として調整に当たった。1983年、第37回衆議院議員総選挙で落選し、政界を引退した。その地盤は御法川英文に引き継がれた。当選回数13回。
1987年、勲一等旭日大綬章受章。
1990年3月19日死去。享年82。